# Anne Stine Ingstad
Anne Stine Ingstad (Lillehammer, 11 febbraio 1918 – 6 novembre 1997) è stata un'archeologa norvegese, che insieme a suo marito Helge Ingstad scoprì i resti di un insediamento vichingo nell'Anse aux Meadows a Terranova (Canada) nel 1960.

## Biografia
Sposò Helge Ingstad nel 1941, e studiò archeologia all'Università di Oslo negli anni cinquanta. Nel 1960 suo marito scoprì tracce di insediamenti all'Anse aux Meadows a Terranova; tra il 1961 e il 1968 guidò uno scavo presso l'insediamento con un team multinazionale di archeologi. Gli scavi rivelarono le rovine di un villaggio vichingo dell'XI secolo: l'insediamento è ora uno dei Patrimoni dell'Umanità dell'UNESCO e un sito storico nazionale del Canada.